# Rostraria

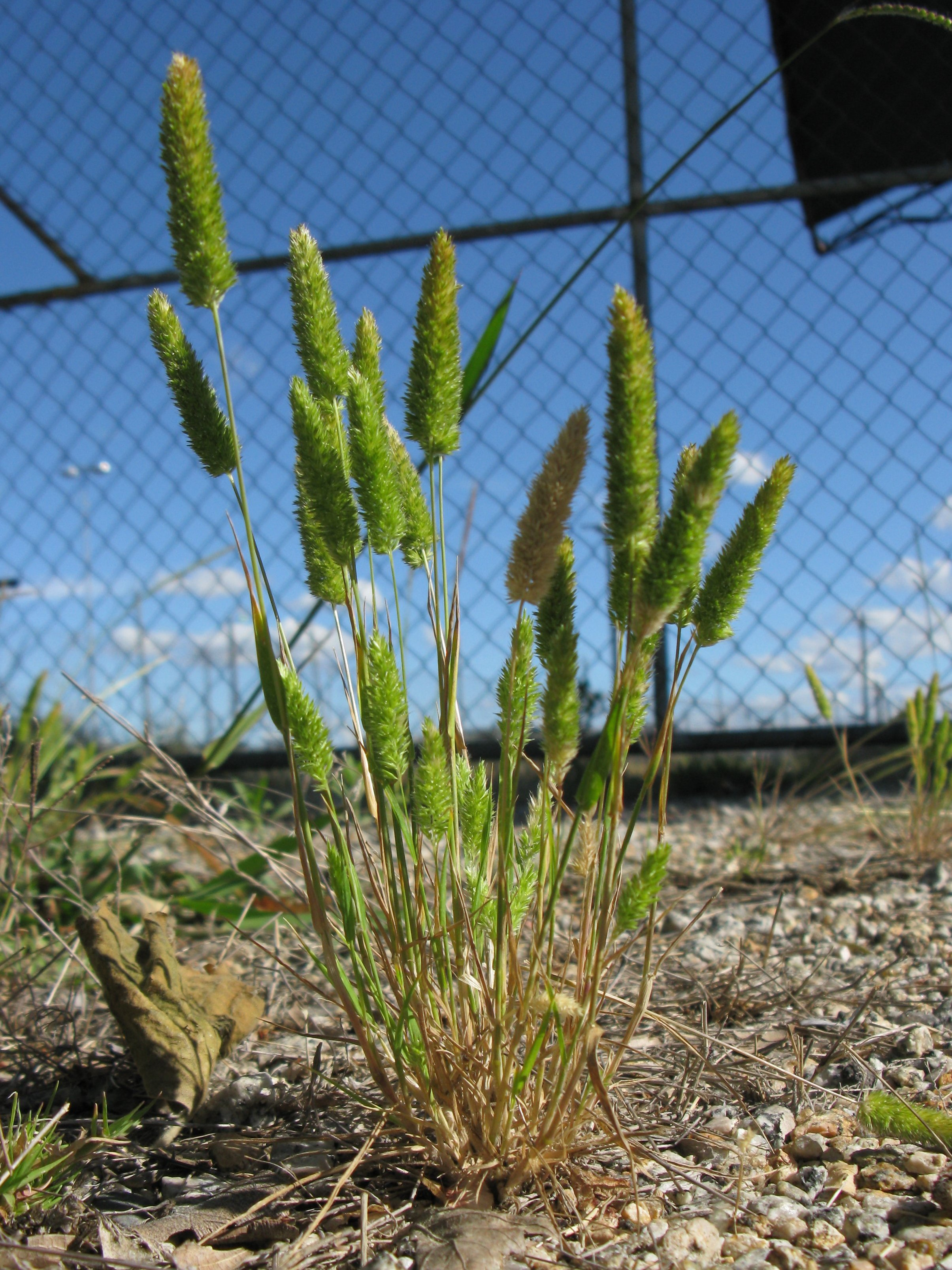
Rostraria cristata.

Rostraria é um género de plantas com flor pertencente à família Poaceae, com distribuição natural maioritariamente na Eurásia e África do Norte, constituída por pequenas gramíneas cespitosas anuais. Várias espécies deste género encontram-se naturalizadas nas regiões de clima subropical e temperado de todos os continentes. Estas gramíneas são por vezes incluídas no género Koeleria.

## Descrição
O género Rostraria, da família das gramíneas, é nativo principalmente da Eurásia e do Norte de África, com uma espécie nativa na América do Sul. Hairgrass is a common name. Várias destas gramíneas anuais estão amplamente naturalizadas em todas as regiões temperadas e subtropicais.
Os membros de Rostraria são plantas herbáceas anuais, com formas cespitosas, fracamente agrupadas. Os caules são erectas ou geniculadas, atingindo 15 a 30 cm de comprimento e 2 a 5 nós.
As folhas bracteais são pubescentes. A lígula é uma membrana eciliada com 0,5 a 1 milímetro de comprimento. As folhas são lamelas de 2 a 10 cm de comprimento e 1,5 a 3 milímetros de largura, flácidas, pubescentes na superfície e com o ápice precipitadamente agudo e endurecido.As flores ocorrem em inflorescências do tipo panícula.

## Taxonomia
O género foi descrito por Carl Bernhard von Trinius e publicado em Fundamenta Agrostographiae 149, pl. 13. 1820[Jan]. A espécie tipo é Rostraria pubescens Trin. 

### Espécies
O género Rostraria inclui as seguintes espécies:
- Rostraria azorica S.Hend. - Santa Maria nos Açores
- Rostraria balansae (Coss. & Durieu) Holub - Argélia incl. ilhas Habibas
- Rostraria berythea (Boiss. & Blanche) Holub - Chipre, Turquia, Líbano, Síria, Iraque, Irão, Palestina, Jordânia, Israel
- Rostraria clarkeana (Domin) Holub - Jammu & Kashmir
- Rostraria cristata (Linn.) Tzvelev -  erva-cabelo do Mediterrâneo - bacia do Mediterrâneo, Saara e sudoeste da Ásia desde Portugal até ao norte da Índia, incluindo Cabo Verde.
- Rostraria hispida (Savi) Dogan - bacia do Mediterrâneo de Marrocos e Córsega à Turquia
- Rostraria litorea (All.) Holub - bacia do Mediterrâneo de Marrocos e Córsega à Grécia
- Rostraria obtusiflora (Boiss.) Holub - de Creta ao Tajiquistão
- Rostraria pumila (Desf.) Tzvelev[12] das Ilhas Canárias ao Paquistão
- Rostraria rohlfsii (Asch.) Holub -  Saara (Argélia, Tunísia, Líbia, Chade, Egipto)[13]
- Rostraria salzmannii (Boiss.) Holub - Espanha, Marrocos, Argélia, Tunísia, Líbia[14]
  - Rostraria salzmannii subsp. cossoniana (Domin) D.Rivera & M.A.Carreras [15]
  - Rostraria salzmannii subsp. maroccana (Domin) H.Scholz[16]
- Rostraria smyrnacea (Trin.) H.Scholz [17]
- Rostraria trachyantha (Phil.) Soreng - Peru, Chile[18][19][20][21]

### Sinonímia
PAra além da sinonímia indicada na caixa de descrição, estiveram parcialmene incluídos em Rostraria os seguintes géneros:
- Avellinia
- Trisetaria

As segiuntes espécies de Rostraria foram transferidas para os seguintes binomes:
- Rostraria festucoides - Avellinia festucoides
- Rostraria laevis - Trisetaria panicea
- Rostraria neglecta - Trisetaria panicea
- Rostraria parviflora - Trisetaria parviflora